# Hetty Sarlene
Hetty Sarlene (nacida el 21 de abril de 1984) es una cantante actriz y cantante malaya nacida en Singapur. Después de participar en dos competiciones a nivel internacional en 1999, ella firmó contrato con "New Southern Records". Después lanzar dos álbumes, fue nominada como la Mejor Artista del 2002 con el premio "Muzik Anugerah Planet", centrándose en una de sus actuaciones. Desde entonces, también ha participado en películas.

## Biografía
Sarlene nació el 21 de abril de 1984, hija de Abdul Hamid, un técnico y Saríah Omar, una gerente. Fue invitada por la cantante indonesia Hetty Koes Endang. Pues ella a los tres años ya cantaba y lo hizo junto a Hetty Koes Endang, cuando este se presentó en televisión. Comenzó a participar en eventos familiares a la edad de cinco años, antes de participar en concursos de canto en torno a la edad de doce o trece años. También comenzó a cantar karaoke con regularidad.
Sarlene ha representado a Singapur en un Festival de la Canción de Asia en 1999, en la que quedó en cuarto lugar, así como en el evento "Asia Bagus", en Bali, Indonesia, en la que quedó en quinto lugar posteriormente. En el año 2000 fue fichada Sarlene por "New Southern Records". Su gerente, Iman Wan, había estado explorando desde hace varios años, pero no firmó debido a su edad. Después de firmar con NSR, ella lanzó su primer sencillo debut titulado, "Rindu Aku Rindu" ("Long, Long"), que fue un éxito instantáneo.
En 2003, Sarlene hizo su debut cinematográfico en Iskandar como la esposa arreglada del personaje principal.  Ese mismo año protagonizó una adaptación en serie de la película de 1995 Sembilu, en el papel de Zetty.  En 2008 Sarlene apareció en la película de acción malaya Evolusi KL Drift.

## Carrera musical
Jad Mahidin, un escritor de tabloide titulado "The Malay Mail", describió la voz dulce y sedosa de Hetty Sarlene, diciendo que podría "sorprender a los oyentes con algunas melodías profundas". Seor Shariman, escribió también para la misma publicación, admitiendo que su carrera artística podría generar un gran ingreso de dinero. Su primer álbum incluye baladas R & B con influencias. El segundo tenía más de una influencia del jazz.

## Filmografía
| Año  | Título                  | Personaje | Notas |
| ---- | ----------------------- | --------- | ----- |
| 2003 | Iskandar                | Alissa    |       |
| 2008 | Evolusi KL Drift        | Vee       |       |
| 2010 | Evolusi KL Drift 2      | Vee       |       |
| 2012 | Jalan Kembali: Bohsia 2 | Ati       |       |

## Influencias
Sarlene ha citado a famosas cantantes de su país como Ziana Zain y Liza Hanim, como uno de sus artistas favoritas, manifestando que en ella habían influenciado su forma de cantar, mientras que Hetty Koes Endang, también admitió que es su artista favorita. También ha citado a Whitney Houston y Mariah Carey, como una de sus artistas a quienes intentan en demostrar su talento.